# Pentathlon moderno ai Giochi della XXX Olimpiade - Gara femminile
La competizione del pentathlon moderno femminile dei giochi olimpici di Londra 2012 si è svolto il 12 agosto 2012 presso la Copper Box (scherma), l'Aquatics Centre (nuoto) e il Greenwich Park (equitazione, corsa e tiro a segno).

## Programma
| Data                    | Ora   | Turno                |
| ----------------------- | ----- | -------------------- |
| Domenica 12 agosto 2012 | 08:00 | Scherma              |
| Domenica 12 agosto 2012 | 12:35 | Nuoto                |
| Domenica 12 agosto 2012 | 14:35 | Equitazione          |
| Domenica 12 agosto 2012 | 18:00 | Corsa e tiro a segno |

## Risultati
Hanno partecipato 36 atleti.
| Pos.    | Atleta                  | Paese         | Nuoto Tempo (p.ti) | Scherma Vittorie (p.ti) | Equitazione Punteggio (p.ti) | Corsa e tiro a segno Tempo (p.ti) | Totale Tempo (p.ti) |
| ------- | ----------------------- | ------------- | ------------------ | ----------------------- | ---------------------------- | --------------------------------- | ------------------- |
| Oro     | Laura Asadauskaitė      | Lituania      | 23 (952)           | 2:18.67 (1136)          | 72.26 (1180)                 | 11:55.64 (2140)                   | 5408                |
| Argento | Samantha Murray         | Gran Bretagna | 18 (832)           | 2:08.20 (1264)          | 80.27 (1140)                 | 12:00.59 (2120)                   | 5356                |
| Bronzo  | Yane Marques            | Brasile       | 21 (904)           | 2:12.39 (1212)          | 77.71 (1152)                 | 12:12.08 (2072)                   | 5340                |
| 4       | Margaux Isaksen         | Stati Uniti   | 22 (928)           | 2:18.53 (1140)          | 61.56 (1120)                 | 11:54.51 (2144)                   | 5332                |
| 5       | Chen Qian               | Cina          | 21 (904)           | 2:17.77 (1148)          | 85.30 (1120)                 | 11:52.20 (2152)                   | 5324                |
| 6       | Anastasija Samusevič    | Bielorussia   | 15 (760)           | 2:28.50 (1020)          | 73.16 (1140)                 | 11:06.00 (2336)                   | 5256                |
| 7       | Chloe Esposito          | Australia     | 14 (736)           | 2:12.28 (1216)          | 76.74 (1156)                 | 11:55.40 (2140)                   | 5248                |
| 8       | Jeļena Rubļevska        | Lettonia      | 25 (1000)          | 2:26.93 (1040)          | 81.41 (1136)                 | 12:17.22 (2052)                   | 5228                |
| 9       | Natalya Coyle           | Irlanda       | 19 (856)           | 2:19.17 (1132)          | 72.20 (1160)                 | 12:12.45 (2072)                   | 5220                |
| 10      | Iryna Khokhlova         | Ucraina       | 18 (832)           | 2:16.22 (1168)          | 72.90 (1200)                 | 12:32.44 (1992)                   | 5192                |
| 11      | Melanie McCann          | Canada        | 19 (856)           | 2:21.56 (1104)          | 72.20 (1180)                 | 12:20.23 (2040)                   | 5180                |
| 12      | Gintarė Venčkauskaitė   | Lituania      | 10 (640)           | 2:16.88 (1160)          | 69.57 (1160)                 | 11:36.63 (2216)                   | 5176                |
| 13      | Sylwia Czwojdzińska     | Polonia       | 17 (808)           | 2:17.35 (1152)          | 78.78 (1148)                 | 12:15.27 (2060)                   | 5168                |
| 14      | Miao Yihua              | Cina          | 20 (880)           | 2:19.31 (1132)          | 81.87 (1136)                 | 12:26.31 (2016)                   | 5164                |
| 15      | Lena Schöneborn         | Germania      | 19 (856)           | 2:19.76 (1124)          | 92.43 (1052)                 | 11:58.18 (2128)                   | 5160                |
| 16      | Aya Medany              | Egitto        | 20 (880)           | 2:18.70 (1136)          | 79.27 (1124)                 | 12:31.92 (1996)                   | 5136                |
| 17      | Ekaterina Khuraskina    | Russia        | 18 (832)           | 2:29.07 (1012)          | 68.81 (1160)                 | 11:59.04 (2124)                   | 5128                |
| 18      | Amélie Caze             | Francia       | 19 (856)           | 2:11.33 (1224)          | 74.59 (1180)                 | 13:08.71 (1848)                   | 5108                |
| 19      | Katarzyna Wójcik        | Polonia       | 16 (784)           | 2:20.94 (1112)          | 2.74 (1140)                  | 12:17.69 (2052)                   | 5088                |
| 20      | Adrienn Tóth            | Ungheria      | 24 (976)           | 2:17.32 (1156)          | 72.35 (1100)                 | 13:06.33 (1852)                   | 5084                |
| 21      | Mhairi Spence           | Gran Bretagna | 19 (856)           | 2:16.51 (1164)          | 81.85 (1096)                 | 12:46.23 (1936)                   | 5052                |
| 22      | Natalie Dianová         | Rep. Ceca     | 17 (808)           | 2:13.78 (1196)          | 86.79 (1056)                 | 13:33.61 (1988)                   | 5048                |
| 23      | Victoria Tereshchuk     | Ucraina       | 14 (736)           | 2:16.07 (1168)          | 88.64 (1068)                 | 12:24.64 (2024)                   | 4996                |
| 24      | Yang Soo-Jin            | Corea del Sud | 14 (736)           | 2:17.93 (1148)          | 65.98 (1120)                 | 12:40.71 (1960)                   | 4964                |
| 25      | Claudia Cesarini        | Italia        | 15 (760)           | 2:22.77 (1088)          | 89.15 (1044)                 | 12:25.66 (2020)                   | 4912                |
| 26      | Annika Schleu           | Germania      | 12 (688)           | 2:20.01 (1120)          | 74.16 (1140)                 | 12:46.04 (1936)                   | 4884                |
| 27      | Sabrina Crognale        | Italia        | 20 (880)           | 2:24.24 (1072)          | 78.56 (1128)                 | 13:27.22 (1772)                   | 4852                |
| 28      | Suzanne Stettinius      | Stati Uniti   | 11 (664)           | 2:22.29 (1096)          | 71.40 (1120)                 | 12:42.84 (1952)                   | 4832                |
| 29      | Donna Vakalis           | Canada        | 17 (808)           | 2:22.19 (1096)          | 104.64 (844)                 | 12:10.03 (2080)                   | 4828                |
| 30      | Shino Yamanaka          | Giappone      | 7 (568)            | 2:30.36 (996)           | 76.02 (1136)                 | 11:58.56 (2128)                   | 4828                |
| 31      | Élodie Clouvel          | Francia       | 15 (760)           | 2:09.87 (1244)          | 90.63 (1060)                 | 13:44.50 (1704)                   | 4768                |
| 32      | Hanna Archipenka        | Bielorussia   | 16 (784)           | 2:32.87 (968)           | 101.92 (1016)                | 12:49.61 (1924)                   | 4692                |
| 33      | Sarolta Kovács          | Ungheria      | 11 (664)           | 2:08.11 (1264)          | DNF (420)                    | 12:43.69 (1948)                   | 4396                |
| 34      | Narumi Kurosu           | Giappone      | 8 (592)            | 2:22.39 (1092)          | 144.18 (704)                 | 13:52.94 (1672)                   | 4060                |
| 35      | Evdokia Gretchichnikova | Russia        | 22 (928)           | 2:26.75 (1040)          | dnf (0)                      | 12:59.87 (1884)                   | 3852                |
| 36      | Tamara Vega             | Messico       | 16 (784)           | 2:18.72 (1136)          | dnf (460)                    | dns (0)                           | 2380                |